# Portrait craché d'une famille modèle
Ne doit pas être confondu avec Parenthood (série télévisée).
Pour plus de détails, voir Fiche technique et Distribution.
Portrait craché d'une famille modèle (Parenthood) est un film américain réalisé par Ron Howard et sorti en 1989.
La série a été par la suite adaptée en séries télévisées par deux fois, notamment avec Parenthood, diffusée de 2010 et 2015.

## Synopsis
Gil, Helen, Susan et Larry Buckman ont souffert durant leur enfance d'avoir été délaissés par le bourreau de travail qu'est leur père Frank et se sont promis d'être de meilleurs parents. 
Gil, responsable de ventes frustré et névrotique souffrant d'être mal considéré dans son boulot, est marié à Karen, avec laquelle il a eu trois enfants, dont Kevin, l'aîné, qui souffre de problèmes émotionnels qui pourraient nécessiter de l'envoyer dans un établissement spécialisé. Divorcée et mère de deux adolescents, Helen doit surmonter les problèmes de ses enfants : l'aînée, Julie, est amoureuse de Tod, un jeune immature et le cadet, Garry, souffre de l'absence paternelle et regarde en cachette des vidéos pornographiques. Susan, professeur de sciences naturelles, est mariée à Nathan, scientifique intelligent qui veut faire de leur fille de trois ans une surdouée. Quant à Larry, il est la brebis galeuse de la famille, vivotant de magouilles et abandonné par sa maîtresse, qui lui laisse la garde de leur enfant. De plus, il doit de l'argent à des bookmakers en raison de dettes de jeu.

## Fiche technique
Sauf indication contraire, les informations mentionnées dans cette section peuvent être confirmées par les bases de données cinématographiques IMDb et Allociné,  présentes dans la section « Liens externes ».
- Titre francophone : Portrait craché d'une famille modèle
- Titre original : Parenthood
- Réalisation : Ron Howard
- Scénario : Lowell Ganz, Babaloo Mandel, d'après une histoire de Lowell Ganz, Babaloo Mandel et Ron Howard
- Musique : Randy Newman
- Photographie : Donald McAlpine
- Montage : Daniel P. Hanley et Mike Hill
- Décors : Todd Hallowell (en)
- Costumes : Ruth Morley
- Production : Joseph M. Caracciolo et Brian Grazer
- Société de production : Imagine Entertainment
- Distribution : Universal Pictures (États-Unis), United International Pictures (France)
- Pays de production :  États-Unis
- Langue originale : anglais
- Format : Couleurs - 1,37:1 - Dolby - 35 mm
- Genre : comédie dramatique
- Durée : 124 minutes
- Dates de sortie :
  - États-Unis : 31 juillet 1989
  - France : 15 novembre 1989
  - Belgique : 22 novembre 1989

## Distribution
- Steve Martin (VF : Jacques Frantz) : Gil Buckman
- Mary Steenburgen (VF : Liliane Patrick) : Karen Buckman
- Dianne Wiest (VF : Francine Lainé) : Helen Buckman
- Jason Robards (VF : Raoul Guillet) : Frank Buckman
- Rick Moranis (VF : Marc François) : Nathan Huffner
- Tom Hulce (VF : Emmanuel Jacomy) : Larry Buckman
- Martha Plimpton (VF : Virginie Ledieu) : Julie Buckman
- Keanu Reeves (VF : Franck Baugin) : Tod Higgins
- Harley Jane Kozak (VF : Véronique Augereau) : Susan Buckman
- Dennis Dugan (VF : Jean-Claude Montalban) : David Brodsky
- Joaquin Phoenix : Garry Buckman-Lampkin
- Eileen Ryan (VF : Jacqueline Straup) : Marilyn Buckman
- Helen Shaw (VF : Lily Baron) : Grandma
- Jasen Fisher (VF : Sophie Arthuys) : Kevin Buckman
- Paul Linke : George Bowman
- Alisan Porter : Taylor Buckman
- Zachary La Voy : Justin Buckman
- Ivyann Schwan : Patty Huffner
- Alex Burrall : Cool Buckman
- Lowell Ganz (VF : Vincent Violette) : Stan, le placeur
- Rance Howard (VF : Michel Prudhomme) : le doyen de l'université
- Max Elliott Slade (VF : Fabrice Greco) : Gil Buckman (jeune)
- Clint Howard : Lou
- Lamont Lofton : l'employé du Fotomat
- Erika Rafuls : Amy
- Jordan Kessler : Matt
- Billy Cohen : Eddie
- Isabel Cooley (VF : Anne Kerylen) : Barbara Rice
- Greg Gerard (VF : Daniel Lafourcade) : le Dr Jeffrey Lucas
- Paul Keeley : Kevin Buckman (à 21 ans)
- Richard Kuhlman : Frank Buckman (jeune)
- Bryce Dallas Howard : la rousse dans le public (non créditée)

## Accueil
Le film est bien reçu par la critique, obtenant un pourcentage de 93 % sur le site Rotten Tomatoes, avec une note moyenne de 7.2⁄10 et a également rencontré un énorme succès lors de sa sortie en salles avec plus de 100 millions de dollars de recettes aux États-Unis, devenant ainsi le 9e plus grand succès de l'année 1989, et 126,3 millions de dollars de recettes dans le monde, étant le 15e plus grand succès mondial en 1989. En France, Portrait craché d'une famille modèle passe carrément inaperçu, avec 66 613 entrées, dont plus de 25 851 entrées sur Paris.
- États-Unis : 100 047 830 dollars[5]
- France : 26 000 entrées[6]
- Monde : 126 297 830 dollars[5]

## Distinctions

### Récompenses
- 1990 : Prix du meilleur film au box-office pour Randy Newman à l'ASCAP
- 1990 : Prix de la meilleure comédie familiale aux Young Artist Awards

### Nominations
- 1990 : Dianne Wiest est nommée à l'Oscar de la meilleure actrice dans un second rôle
- 1990 : Randy Newman est nommé à l'Oscar de la meilleure chanson originale
- 1990 : Randy Newman est nommé au Golden Globes du meilleur compositeur
- 1990 : Steve Martin est nommé au Golden Globes du meilleur acteur dans une comédie
- 1990 : Dianne Wiest est nommée au Golden Globes de la meilleure actrice dans un second rôle
- 1990 : Joaquin Phoenix est nommé au Young Artist Award du meilleur jeune acteur
- 1990 : Jasen Fisher est nommé au Young Artist Award du meilleur jeune acteur dans un second rôle

## Autour du film
- Portrait craché d'une famille modèle est le dernier film de Helen Shaw, qui joue la grand-mère Buckman.
- Selon Ron Howard, la scène où Helen (Dianne Wiest) découvre les photos de nus de sa fille, est inspirée d'un incident concernant le producteur Brian Grazer[7].
- Martha Plimpton, qui incarne la sœur du personnage de Joaquin Phoenix, était la petite amie du frère de ce dernier, River[7], qui était également le meilleur ami de Keanu Reeves.
- Portrait craché d'une famille modèle est le premier grand succès commercial de Ron Howard.

## Adaptations télévisées
Deux séries télévisées adaptées du film sont produites : la première, en 1990 (où un certain Leonardo DiCaprio faisait ses débuts), est annulée au bout d'une saison, tandis que la deuxième, en 2010, rencontre un accueil critique et public favorables dont la diffusion s'est arrêtée en 2015.